# Cho Jun-ho
Dans ce nom coréen, le nom de famille, Cho, précède le nom personnel.
Cho Jun-ho, né le 16 décembre 1988 à Busan, est un judoka sud-coréen évoluant dans la catégorie des moins de 66 kg (poids mi-légers).

## Palmarès
| Année | Compétition           | Lieu      | Résultat | Catégorie      |
| ----- | --------------------- | --------- | -------- | -------------- |
| 2011  | Championnats d'Asie   | Abou Dabi | 3e       | Moins de 66 kg |
| 2011  | Championnats du monde | Paris     | 3e       | Moins de 66 kg |
| 2012  | Jeux olympiques       | Londres   | 3e       | Moins de 66 kg |